# Barão Sydney

Brasão de armas do primeiro Barão Sydney, Robert Sidney.

Barão Sydney (também escrito como Sidney) foi um título criado três vezes na história da Inglaterra. O título tornou-se por duas vezes como visconde e uma como conde.

## Primeira criação (1603)
O título surgiu pela primeira vez no pariato da Inglaterra em 1603, quando Robert Sidney, de Penhurst, foi nomeado como Barão Sydney. Em 1689, o título foi elevado a Visconde e cedido a Henry Sydney.

### Lista de Barões Sydney (primeira criação)
- Robert Sidney, 1.º Conde de Leicester (1563–1626)
- Robert Sidney, 2.º Conde de Leicester (1595–1677)
- Philip Sidney, 3.º Conde de Leicester (1619–1698)

## Segunda criação (1768)
O título surgiu novamente em 14 de julho de 1768 no pariato da Irlanda para Dudley Cosby, que havia sido do Ministério Plenipotenciário na Dinamarca. O título foi extinto em 1774, com sua morte.

## Terceira criação (1783)
O título surgiu pela terceira vez em 6 de março de 1783 no pariato da Inglaterra para Thomas Townshend, quando foi aceito na Câmara dos Lordes. O título foi elevado para Visconde em 11 de junho de 1789 e para Conde por seu neto John Townshend em 27 de fevereiro de 1874.